# Johan David Åkerblad
Johan David Åkerblad (Estocolmo, 6 de mayo de 1763 – Roma, 7 de febrero de 1819) fue un diplomático y orientalista sueco. Como alumno del lingüista francés Silvestre de Sacy, continuó los estudios infructuosos que este había iniciado sobre los jeroglíficos de la Piedra de Rosetta. Así, a partir de 1802 y en solo dos meses fue capaz de identificar los nombres propios en el texto escrito en egipcio demótico de esta estela egipcia, leyó las palabras «griego», «templo» y «egipcio» y halló la forma correcta de pronunciar 14 de los 29 signos demóticos. Sin embargo, estaba erróneamente convencido de que los jeroglíficos demóticos eran enteramente alfabéticos. Una de sus estrategias de comparación entre la escritura demótica y la copta fue tiempo después una de las claves para que Jean-François Champollion consiguiera finalmente descifrar el significado de la escritura jeroglífica y la lengua del antiguo Egipto.